# Cocherel
Cocherel település Franciaországban, Seine-et-Marne megyében. Lakosainak száma 619 fő (2022. január 1.). Cocherel Ocquerre, Tancrou, Vendrest, Chamigny és Dhuisy községekkel határos.

## Népesség
A település népességének változása:
| Lakosok száma | 631  | 640  | 646  | 635  | 630  | 626  | 631  | 622  | 619  |
|               | 2013 | 2015 | 2016 | 2017 | 2018 | 2019 | 2020 | 2021 | 2022 |